# Diabrotica undecimpunctata
Espèce
Diabrotica undecimpunctata, la chrysomèle maculée du concombre, est une espèce d'insectes coléoptères de la famille des Chrysomelidae, originaire d'Amérique du Nord.
C'est un insecte phytophage qui attaque de nombreuses espèces de plantes, notamment de la famille des Cucurbitaceae (en particulier Cucumis sativus, Cucumis melo, Cucurbita pepo, Citrullus lanatus) mais aussi des Fabaceae (Arachis hypogaea, Glycine max, Phaseolus vulgaris, etc), des céréales (Zea mays), des Convolvulaceae(Ipomoea batatas).

## Taxinomie
Selon BioLib (3 novembre 2019) :
- Diabrotica duodecimpunctata (Fabricius)
- Diabrotica sororLeConte, 1865

### Liste des sous-espèces
Selon BioLib (3 novembre 2019) :
- sous-espèce Diabrotica undecimpunctata howardi Barber, 1947
- sous-espèce Diabrotica undecimpunctata tenella LeConte, 1858
- sous-espèce Diabrotica undecimpunctata undecimpunctata Mannerheim, 1843